# Белков, Евгений Христофорович

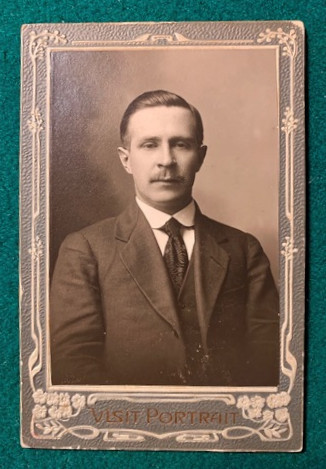

Евге́ний Христофо́рович Белко́в (13 (25) сентября 1882, Петрозаводск — 1 декабря 1930, Ленинград) — священник Русской православной церкви, один из основателей обновленческого раскола в мае 1922 года. Основатель и глава маргинальной обновленческой группы «Союз религиозно-трудовых коммунальных общин» (1922—1925).

## Биография
В 1894 году окончил первый класс Ставропольского духовного училища и, в связи с новым назначением отца, был принят во второй класс Симферопольского духовного училища, который окончил в 1897 году. В 1898 году окончил первый класс Таврической духовной семинарии и, в связи с новым назначением отца, был принят во второй класс Ярославской духовной семинарии, которую окончил в 1903 году. В 1904 году поступил в Демидовский юридический лицей в Ярославле.
В 1906 году переехал в Санкт-Петербург и перевёлся на юридический факультет Санкт-Петербургского университета.
В 1906—1907 годах вместе с отцом редактировал церковно-общественный журнал «Звонарь».
Осенью 1907 года отчислен из Санкт-Петербургского университета за то, что не внёс плату за обучение.
В 1908 году — редактор-издатель еженедельного церковно-общественного журнала «Луч света», в качестве приложений выходили журналы «Библиотека церковного реформатора», «Отдых», «Церковная реформа».
С осени 1909 по декабрь 1911 года вновь учился на юридическом факультете Санкт-Петербургского университета и вновь не окончил его.
В 1911 году вышел сборник рассказов Евгения Белкова «В мире рясы», содержавший резкие нападки на высшее духовенство и монашество. Выступает в печати под псевдонимами: Б—в; Евг. Б.; Толшемский, Х.
В 1915/1916 учебном году обучался на историко-филологическом факультете Санкт-Петербургского университета, но был призван в армию. Горячо приветствовал Февральскую революцию.
Являлся членом созданного в 1917 году общества «Соборный разум», был учеником и другом руководителя общества протоиерея Иоанна Егорова, одним из организаторов одноимённого кооперативного издательства.
В конце 1917 года женился на Марии Владимировне Пирамидовой, был рукоположен в сан иерея и назначен третьим священником церкви святых Захария и Елисаветы на Фурштадтской улице, настоятелем которой был Александр Введенский.
В июне 1918 года при посещении Патриархом Тихоном Петрограда в составе делегации общества «Соборный Разум» вручил ему приветственный адрес.
Осенью 1918 года восстановлен как студент Санкт-Петербургского университета, в 1919 году вновь был призван на военную службу, в марте 1921 года подавал прошение о зачислении на факультет общественных наук.
Награждён бархатной фиолетовой скуфьёй. Награждён камилавкой.
29 марта 1922 года подписал декларацию о помощи голодающим «Петроградской группы прогрессивного духовенства», которая являлась первым программным документом данной группы.
9 мая 1922 года прибыл на поезде в Москву вместе с Введенским и псаломщиком Стефаном Стадником (Все трое были клирками церкви святых Захария и Елизаветы). Признал справедливым обвинение приговорённых к расстрелу по делу московского духовенства и верующих. Одновременно Евгений Белков направил во ВЦИК ходатайства о замене высшей меры наказания — расстрела более мягкой мерой всем приговорённым кроме Сергия Тихомирова и Михаила Роханова.
12 мая 1922 года представители петроградского духовенства встретились с саратовскими священниками Сергием Ледовским и Николаем Русановым, согласившимися участвовать в церковном расколе. В тот же день они встретились с московским священником Сергием Калиновским, который сообщил, что в ближайшее время выйдет из печати первый номер основанного им журнала «Живая Церковь», по поводу которого он уже давно вёл переписку с петроградцами. Тут же было решено, что новое движение будет называться «Живая церковь».
В тот же день поздно вечером вместе с Александром Введенским, Владимиром Красницким, Сергием Калиновским и псаломщиком Стефаном Стадником прибыл к Троицкому подворью, где встретился с Патриархом Тихоном.
13 мая 1922 года он подписал воззвание «Верующим сынам Православной Церкви России», призывавшее к осуждению иерархов, «виновных в организации противодействия государственной власти». Это был первый документ, подписанный совместно московскими, петроградскими и саратовскими обновленцами и являющийся программным для «Живой Церкви». 15 мая 1922 года Введенский, Белков и Стадник на основании отношения ЦК Помгол получили вознаграждение за работу по изъятию церковных ценностей.
18 мая вместе с другими участниками группы «прогрессивного духовенства» и епископом Леонидом (Скобеевым) создал Высшее церковное управление.
28 мая вместе с другими петроградскими священниками, создавшими ВЦУ, был отлучён от Церкви митрополитом Петроградским Вениамином (Казанским). В июне того же года временно управлявший Петроградской епархией епископ Ямбургский Алексий (Симанский) восстановил общение отлучённых с Церковью.
Занявший Троицкое подворье на Самотёке священник Владимир Красницкий организовал там «Центральный комитет группы „Живая Церковь“», куда вошёл и Белков.
В июне того же года становится управляющим делами ВЦУ и редактором журнала «Живая Церковь», вместо отстранённого от этих должностей священника Сергия Калиновского. 28 июня 1922 обновленческим ВЦУ был возведён в сан «протоиерея» с возложением палицы. 25 июля того же года награждён митрой. 26 июля 1922 года становится членом предсоборной комиссии при обновленческом ВЦУ.
Хотя Белков первоначально был «ярым сторонником» «Живой церкви», но очень скоро разочаровался в «Живой церкви» и Красницком. Как указывается в книге «Очерки русской церковной смуты»: «деятельность Белкова в организации „Живой Церкви“ была незначительной: литератор и энтузиаст, он был на редкость сумбурный и беспорядочный человек, и, наконец, у него был ещё один крупный недостаток, который мешал ему играть выдающуюся роль в „Живой Церкви“: он был честным человеком — и ему претили методы Красницкого».
В августе 1922 года из-за конфликтов с руководителем «Живой церкви» Владимиром Красницким был исключён из ВЦУ. Как указывается в книге «Очерки по истории русской церковной смуты»: «Стоило ему выступить против всемогущего диктатора, как он был немедленно снят с поста управляющего делами и выведен из состава высшего управления; на его место был назначен никому дотоле не известный мирянин из Ярославля А. И. Новиков». В том же месяце он вернулся в Петроград и вошёл в обновленческое Петроградское епархиальное управление.
После того, как Антонин (Грановский) объявил о разрыве с Красницким и подверг сокрушительной критике «Живую Церковь», петроградская организация «Живой Церкви» во главе с Введенским, Боярским и Белковым объявила о своей солидарности с Антонином.
В сентябре 1922 года вышел из состава петроградской группы «Живой Церкви» и примкнул к группировке митрополита Антонина (Грановского) «Союз церковного возрождения», организовав петроградский комитет СЦВ, и стал членом президиума СЦВ, однако вскоре покинул СЦВ, а также обвинил Введенского в предательстве по причине соглашения с Красницким в октябре 1922 года.
В ноябре 1922 года создал и возглавил «Союз религиозно-трудовых общин», состоявший преимущественно из прихожан Захарие-Елисаветинской церкви в Петрограде. В январе 1923 года новое объединение стало распространять следующие объявления, отпечатанные в типографии

«Захариевская религиозно-трудовая община. (Фурштадтская у л., 38.)
1. Накануне воскресных и праздничных дней совершается всенощная на русском языке. Начало в 7 часов вечера.
2. По воскресеньям в 7 часов вечера — акафист Пресвятой Деве Марии на русском языке и после него — беседы на темы о жизни в Боге (Вера и жизнь).
3. По четвергам в 7 часов вечера — акафист Иисусу Христу на русском языке и после него — евангельские беседы (Евангелие в жизни). Совершает богослужение и ведет беседы о. Евгений Белков».

В январе 1923 года настоятелем Захарие-Елизаветинской церкви, Александром Введенским, уволен от должности священника храма. 20 апреля того же года становится настоятелем петроградской Троицкой церкви на Стремянной.
В мае 1923 года не признал постановлений обновленческого поместного собора, вышел из обновленческого Петроградского епархиального управления и 15 мая был уволен из клира Троицкой церкви и выведен за штат.
15 июля 1923 освобождённый из-под ареста Патриарх Тихон отлучил обновленцев от Церкви. В Послании Патриарха Тихона говорится: Введенский, Красницкий, Калиновский и Белков «овладели церковной властью путём захвата, самовольно, без всяких установленных правилами Нашей Церкви законных полномочий… Все действия и таинства, совершённые отпавшими от Церкви епископами и священниками, безблагодатны, а верующие, участвующие с ними в молитве и таинствах, не только не получают освящения, но подвергаются осуждению за участие в их грехе».
С 7 июля 1923 по сентябрь 1924 года был настоятелем Преображенского собора Петрограда (Ленинграда). 18 июля 1923 он опубликовал в газете «Известия» декларацию «Союза религиозно-трудовых общин». Краснов-Левитин и Шавров признавая за документами, выпущенными Белковым искренность и проникновенность, констатировали: «его течение не выходило из русла тогдашнего обновленчества, дискредитировавшего себя в глазах широких масс. Поэтому народные массы, которые толпами текли к самарскому дворнику Ивану Чурикову, не пошли за образованным, талантливым, культурным человеком, каким был о. Евгений Белков. И это предопределило печальный конец его группировки. Основатель „Союза религиозно-трудовых общин“ так и остался генералом без армии».
Осенью 1923 года будучи в браке, «хиротонисан» случайными «архиереями» во «епископа Петроградского, Ленинградского», служил в Спасо-Преображенском соборе на Литейном проспекте. Как указывается у Краснов-Левитина и Шаврова: «Чего-чего только не делал о. Белков, чтобы расширить деятельность своего Союза: добился передачи его в ведение Спасо-Преображенского собора (на Литейном), объявил себя осенью 1923 г. епископом, какие-то случайные архиереи совершали хиротонию, сблизился с Антонином, под конец даже признал патриарха Тихона — ничто не помогало: массы к нему не шли. Один, с небольшой кучкой своих сторонниц (интеллигентных женщин), служил он в холодном и пустом соборе». 4 марта 1924 года постановлением патриарха Тихона, архиепископа Тихона (Оболенского), архиепископа Серафима (Александрова), архиепископа Петра (Полянского): «Рукоположенных Епископами женатыми, а равно рукоположенных Введенским и Белковым принимать на правах мирян и решение о них оставить до будущего Пр[авославного] Собора Епископов».
В марте 1925 Евгений Белков вышел из «Союза религиозно-трудовых общин», который вскоре распался. 15 апреля 1925 года Спасо-Преображенский собор на Литейном проспекте перешёл в ведение обновленческого синода.
О последнем периоде его жизни в книге «Очерки по истории русской церковной смуты» написано так: «В течение нескольких лет затем проживал о. Евгений Белков в Петрограде, на квартире у одной из своих сторонниц. Древний русский недуг — запой — поразил его под влиянием неудач. Оборванный, опустившийся, бродил он по Петрограду, изредка заходил в церковь (большею частью в Вознесенский собор). Здесь молился он жарко и мучительно. „Душа моя скорбит смертельно“, — вырывались у него иной раз слова…».
Скончался 1 декабря 1930 года от травмы головы, полученной в результате удара. Похоронен на Серафимовском кладбище Санкт-Петербурга.

## Публикации
- В мире рясы : Рассказы / Х. Толшемский. — Санкт-Петербург : тип. П. П. Сойкина, [1911]. — 223 с.
- К свету невечернему : Рассказы / Х. Толшемский. — Санкт-Петербург : тип. П. П. Сойкина, 1913. — 191 с.
- Видение архиерея о священнике поминавшем всех убитых воинов и всех умерших христиан: (Из рассказа Толшемского «Заштатный священник»). — Пг.: Тип. П. А. Федотова, [1915]. — 80 с.
- Преподобный Михаил Клопский и Троицкий Михаило-Клопский монастырь : Историч. очерк. — Петроград : изд . усердием М. Я. Молодцова, 1917. — 32 с.
- Предвестники живой церкви. // Живая Церковь. 1922. — № 2. — С. 10-11.
- Сущность «Живой Церкви» // Живая Церковь. 1922. — № 4-5. — С. 16-17.
- Ко всем христианам // Соборный разум. 1923. — № 1/2. — С. 2.
- Записки о христианском жизнестроительстве [предисловие] // Соборный разум. 1923. — № 1/2. — С. 12.
- Идет учиться к безбожникам // Безбожник. 1925. — № 44. — С. 3.
- Ходатайство во ВЦИК о помиловании приговоренных к расстрелу по делу московского духовенства и верующих // Архивы Кремля. Политбюро и Церковь 1922—1925 гг.: В 2-х тт. — Т. 1. — Новосибирск: Сибирский хронограф; М.: РОССПЭН, 1997. — С. 219.